# Weltjournal +
Das Weltjournal + (eigene Schreibweise: WELTjournal +) ist eine Sendung mit Bezug zum Weltjournal und wird jeden Mittwoch um 23:00 Uhr auf ORF 2 ausgestrahlt. Der Fokus der Sendung liegt auf dem politischen und gesellschaftlichen Geschehen weltweit, wobei verstärkt auch auf persönliche Geschichten mit einzelnen Protagonisten zurückgegriffen wird. Der Schwerpunkt des Weltjournal + liegt bei Dokumentationen zu „Burnout Planet“, nachhaltigem Leben, fremden Kulturen und Ritualen, Menschenrechten, Arm und Reich, sowie individuellen Lebensentwürfen.
Weltjournal + ist monothematisch. Die Themensetzung erfolgt in Bezug auf das Weltjournal, weshalb das Weltjournal + oft ähnliche Themen anschneidet und weiterführt. Dadurch wird versucht dem Zuseher einen intensiven Einblick zu einer bestimmten Thematik zu vermitteln, ganz im Sinne eines Themenabends. Durch die sehr persönliche Herangehensweise zeigt das Weltjournal + Einblicke in bis dahin unentdeckte Welten und schafft einen Zugang zum Alltag der Protagonisten. Die Dokumentationen werden international eingekauft und geben damit einen breiten Überblick über die Produktion von Dokumentationen weltweit.